# Moraleja (Càceres)
Moraleja és un municipi de la província de Càceres a la comunitat autònoma d'Extremadura. Està situat a la comarca de Vegas del Alagón, a 70 km de Càceres. Té una superfície de 147,6 km² i una població de 7919 habitants (cens de 2007). Limita amb Perales del Puerto al nord, Cilleros a l'oest, Zarza la Mayor al sud-oest, Cachorrilla i Pescueza al sud-est, Gata al nord-est, Huélaga, Casas de Don Gómez i Casillas de Coria a l'est.

## Demografia
| 1900 | 1910 | 1920 | 1930 | 1940 | 1950 | 1960 | 1970 | 1981 | 1991 |
| 1978 | 1968 | 1978 | 2434 | 3103 | 4018 | 8248 | 7023 | 7409 | 7915 |
| 1996 | 1999 | 2001 | 2002 | 2003 | 2004 | 2005 | 2006 | 2007 |      |
| 8273 | 8161 | 7903 | 8095 | 7793 | 7916 | 7984 | 7904 | 7919 |      |